# Princeton Junction
Princeton Junction es un lugar designado por el censo ubicado en el condado de Mercer en el estado estadounidense de Nueva Jersey. En el año 2010 tenía una población de 2.465 habitantes y una densidad poblacional de 513,54 personas por km². Aquí nació el vocalista y líder de la banda electronica LCD Soundsystem, James Murphy.

## Geografía
Princeton Junction se encuentra ubicado en las coordenadas 40°19′1″N 74°37′29″O / 40.31694, -74.62472.

## Demografía
Según la Oficina del Censo en 2000 los ingresos medios por hogar en la localidad eran de $116,668 y los ingresos medios por familia eran $127,617. Los hombres tenían unos ingresos medios de $100,000 frente a los $58,750 para las mujeres. La renta per cápita para la localidad era de $44,113. Alrededor del 1.5% de la población estaba por debajo del umbral de pobreza.